# Рожищенський район
Рожи́щенський райо́н — колишній район, що був розташований у центральній частині Волинської області України. Площа 928 км (13-е місце серед районів). Районний центр місто Рожище. Район створений 17 січня 1940 року.

## Історична довідка
Перші письмові відомості про Рожище датуються 1377 роком, коли литовський князь Любарт Гедимінович подарував його соборній церкві Івана Богослова, яка знаходилась в Луцькому замку. З того часу воно більше трьох століть було власністю Луцького єпископа. Рожище не раз спустошувалось під час нападу татар на Волинь, але завдяки вигідному розташуванню завжди відбудовувалось.
У 1567 році польський король Сигізмунд Август надав йому магдебурзьке право.
Після Люблінської унії 1569 року Рожище знаходиться під владою Польщі і залишається у її складі по закінченні Визвольної війни 1648–1654 років. Після третього розподілу Польщі в 1795 році Рожище в складі західної Волині ввійшло до складу Росії.
З 1808 року Рожище належало графу Стройковському. Царським указом 1812 року Рожище і його околиці були передані князю Багратіону Імператинському.
У 1833 році на околиці Рожищ було побудовано кілька суконних фабрик. Цей район одержав назву Вовнянка. В 1870 році в Рожищах було 192 будинки, 860 жителів, церква, каплиця, молитовний будинок євангелістів, синагога, 27 сукновалень, 2 цегляних заводи, пивоварня, 17 магазинів. Щорічно проводилось 2 ярмарки. Відміна кріпосного права та прокладання через Рожище залізниці Київ-Варшава сприяли розвитку його промисловості та росту населення. У 1899 році тут проживало вже 3646 чоловік, були збудовані консервний, винокурний заводи, фабрика гнутих меблів.
Влада в Рожищах змінювалась таким чином: у 1918 році в місті розпочалась перша радянська окупація; на початку 1918 року місто захоплюють німецькі війська; у вересні 1920 року місто опиняється під владою Польщі; у вересні 1939 року на території Рожищенського району знову проголошено радянську окупацію.
З червня 1941 року по березень 1944 року Рожищенський район перебував від окупацією німецької армії.
05.02.1965 Указом Президії Верховної Ради Української РСР передано Літогощенську сільраду Ковельського району до складу Рожищенського району.

## Транспорт
Територією району проходять автошляхи E85, Т 0309 та Т 1802.
Залізнична станція Переспа та три зупинних пункти: Бірок, Валер'янівка та Трилісці.

## Соціальна сфера
Населення Рожищенського району становить 42300 тис. осіб, з яких 46,6% — чоловіків та 53,4% — жінок. На території району містяться 66 сільських населених пункти та 1 селище міського типу. Відстань між обласним та районним центрами становить 26 км (залізницею) або 25 км (шосейними дорогами).
Серед загальноосвітніх закладів у районі працює 47 загально середніх шкіл, з них 11 початкових та 15 неповних середніх. Загальна кількість учнів, які навчаються у школах, становить 5619. Серед вищих навчальних закладів Рожищенський зооветеринарний технікум, філія Львівської академії ветеринарної медицини ім. Гжицького. Загальна кількість студентів у вищих навчальних закладах становить 422.
Для мешканців Рожищенського району працює 35 бібліотек, 1 будинок культури, 48 сільських клубів, 1 інтернет-центр, 2 музеї.
У Рожищенському районі діє 96 органів самоорганізації населення, з них 28 сільських, 57 вуличних та 11 будинкових комітетів. У районі зареєстровано 7 промислових підприємств, 9 фермерських господарств, 30 сільськогосподарських підприємств усіх форм власності та 1200 фізичних осіб-підприємців.

## Природно-заповідний фонд

### Ботанічні заказники
Дубовий закіт.
На якому знаходився зруйнований замок Часів Сігізмунда іі якого досі незнайшли

### Гідрологічні заказники
Гурсько-Гривенський, Надстирський, Падалівський, Урочище Озеро.

### Лісові заказники
Ліски.

### Ботанічні пам'ятки природи
Алея модрини європейської, Іванчицівська липа, Липа звичайна, Сосни звичайні, Ясен звичайний.

## Політика
25 травня 2014 року відбулися Президентські вибори України. У межах Рожищенського району було створено 59 виборчих дільниць. Явка на виборах складала — 76,39% (проголосували 23 681 із 31 001 виборців). Найбільшу кількість голосів отримав Петро Порошенко — 54,44% (12 892 виборців); Юлія Тимошенко — 17,21% (4 075 виборців), Олег Ляшко — 13,89% (3 289 виборців), Анатолій Гриценко — 5,62% (1 330 виборців). Решта кандидатів набрали меншу кількість голосів. Кількість недійсних або зіпсованих бюлетенів — 0,69%.

## Населені пункти

### Список сіл району
| Назва                  | Входження                      |
| ---------------------- | ------------------------------ |
| Башова                 | Копачівська сільська рада      |
| Берегове               | Мильська сільська рада         |
| Березолуки             | Березолуківська сільська рада  |
| Береськ                | Береська сільська рада         |
| Богушівська Мар'янівка | Переспівська сільська рада     |
| Бортяхівка             | Тихотинська сільська рада      |
| Валер'янівка           | Руднянська сільська рада       |
| Вишеньки               | Носачевичівська сільська рада  |
| Вітоніж                | Ясенівська сільська рада       |
| Вічині                 | Вічинівська сільська рада      |
| Ворончин               | Ворончинська сільська рада     |
| Городині               | Городинівська сільська рада    |
| Дмитрівка              | Топільненська сільська рада    |
| Доросині               | Доросинівська сільська громада |
| Духче                  | Сокільська сільська рада       |
| Єлизаветин             | Носачевичівська сільська рада  |
| Забара                 | Переспівська сільська рада     |
| Залісці                | Залісцівська сільська рада     |
| Іванівка               | Літогощанська сільська рада    |
| Іванчиці               | Іванчицівська сільська рада    |
| Квітневе               | Щуринська сільська рада        |
| Кияж                   | Доросинівська сільська рада    |
| Кобче                  | Кобченська сільська рада       |
| Козин                  | Рудко-Козинська сільська рада  |
| Копачівка              | Копачівська сільська рада      |
| Корсині                | Літогощанська сільська рада    |
| Кременець              | Кременецька сільська рада      |
| Крижівка               | Луківська сільська рада        |
| Кроватка               | Березолуківська сільська рада  |
| Линівка                | Переспівська сільська рада     |
| Літогоща               | Літогощанська сільська рада    |
| Луків                  | Луківська сільська рада        |
| Любче                  | Любченська сільська рада       |
| Малинівка              | Переспівська сільська рада     |
| Мильськ                | Мильська сільська рада         |
| Мирославка             | Переспівська сільська рада     |
| Михайлин               | Топільненська сільська рада    |
| Навіз                  | Навізька сільська рада         |
| Незвір                 | Луківська сільська рада        |
| Немир                  | Немирська сільська рада        |
| Носачевичі             | Носачевичівська сільська рада  |
| Озденіж                | Іванчицівська сільська рада    |
| Олександрівка          | Копачівська сільська рада      |
| Оленівка               | Пожарківська сільська рада     |
| Олешковичі             | Носачевичівська сільська рада  |
| Ольганівка             | Руднянська сільська рада       |
| Переспа                | Переспівська сільська рада     |
| Підгірне               | Березолуківська сільська рада  |
| Підліски               | Копачівська сільська рада      |
| Пожарки                | Пожарківська сільська рада     |
| Раймісто               | Немирська сільська рада        |
| Романів                | Городинівська сільська рада    |
| Рудка-Козинська        | Рудко-Козинська сільська рада  |
| Рудня                  | Руднянська сільська рада       |
| Сокіл                  | Сокільська сільська рада       |
| Студині                | Ворончинська сільська рада     |
| Тихотин                | Тихотинська сільська рада      |
| Топільне               | Топільненська сільська рада    |
| Трилісці               | Переспівська сільська рада     |
| Тристень               | Щуринська сільська рада        |
| Тростянка              | Копачівська сільська рада      |
| Ужова                  | Залісцівська сільська рада     |
| Уляники                | Уляниківська сільська рада     |
| Щурин                  | Щуринська сільська рада        |
| Яблунівка              | Березолуківська сільська рада  |
| Ясенівка               | Ясенівська сільська рада       |

## Визначні місця

### Пам'ятки архітектури
- Михайлівська церква в с. Щурин (побудована в 1767 році).
- Стефанівська церква в с. Пожарки (побудована в 1788 році).
- Петропавлівська церква в с. Іванівка (побудована в 1629 році).
- Троїцька церква в с. Рудка-Козинська (побудована в 1700 році).
- Луківська церква в с. Доросині (побудована в 1721 році).
- Успенська церква в с. Сокіл (побудована в XVII столітті).
- Покровська церква в с. Городині (побудована в 1762 році).
- Поштова станція в с. Копачівка (побудована в 1846 році).

### Інші
- Перелік пам'яток історії Рожищенського району
- Перелік пам'яток археології Рожищенського району
- Перелік пам'яток монументального мистецтва Рожищенського району